# Ficus francisci
Ficus francisci là một loài thực vật có hoa trong họ Moraceae. Loài này được H.J.P.Winkl. mô tả khoa học đầu tiên năm 1913.